# Illustriertes Oesterreichisches Journal

Die Erstausgabe des Illustrierten Oesterreichischen Journals vom 20. März 1906

Illustriertes Oesterreichisches Journal war der Titel einer österreichischen Zeitung, die zwischen 1906 und 1920 in Wien herausgegeben wurde.
Das Illustrierte Oesterreichische Journal war eine von Moritz Deutsch gegründete und herausgegebene Zeitung, deren erste Ausgabe am 20. März 1906 erschien. Die Zeitung bestand aus acht Seiten und zeigte zwei großformatige Darstellungen von bekannten Persönlichkeiten sowie Fotografien von Sehenswürdigkeiten, Städten oder Landschaften. Die inhaltlichen Schwerpunkte lagen im Bereich Politik, Wirtschaft und Theater, wobei sich immer zwei Berichte den dargestellten Abbildungen widmeten. Das Illustrierte Oesterreichische Journal erschien bis 1913 dreimal pro Monat (am 1., 10. und 20. des Monats), danach wurde die Erscheinungsweise auf zweimal pro Monat (1. und 15. des Monats) verkürzt. Während der Jahre des Ersten Weltkriegs erschien die Zeitung ab Dezember 1914 nur noch einmal pro Monat, auch der Umfang wurde während der Kriegszeit auf vier bis sechs Seiten reduziert. Nach dem Ende des Ersten Weltkriegs blieben die monatliche Erscheinungsweise und der vierseitige Umfang erhalten. Die letzte Ausgabe der Zeitschrift ist vom 10. Jänner 1920 nachgewiesen.
Als Vorgänger des Illustrierten Oesterreichischen Journals war ab 1874 das Oesterr. Journal gegründet worden. Ab Dezember 1875 wurde die Zeitung unter dem Titel Oesterreichisches Journal u. allgemeine oesterreichische Assecuranz-Zeitung geführt und im März 1876 in Oesterr. Journal u. allgemeine oesterr. Versicherungs-Zeitung umbenannt. Teilweise lautete der Titel auch Illustrirtes oesterr. Journal. Ab Dezember 1875 führte die Zeitung den Zusatz Zeitschrift für Politik, Volkswissenschaft u. sociale Interessen. Die Zeitung enthielt Beilagen wie den Oesterr. National-Oekonom beziehungsweise den Oesterreichischer National-Oekonom, die Beilage zum oesterr. Journal, die allgemeine oesterr. Versicherungs-Zeitung und oesterr. National-Oekonom sowie die Allgemeine oesterr. Versicherungszeitung. 1876 wurde die Veröffentlichung der Zeitung eingestellt.
Ein Verlag Oesterreichisches Journal hatte bereits seit ca. 1870 als Aktiengesellschaft bestanden, der Name war also in Wien etabliert. Als sich die Neue Freie Presse, NFP, von ihrem Vorgängerorgan trennte, war diese Firma an der Herauslösung beteiligt. Ein letzter Nachweis des Verlagsnamens findet sich für die Morgenausgabe der NFP Ende September 1938.
Der Name Oesterreichisches Journal tauchte Ende der 1920er Jahre auch als ein Verlagsname für Bücher auf. Sein berühmtestes Produkt ist Stefan Zweigs Bericht über seine Reise in die Sowjetunion als Erstauflage. 2018 sind von diesem Buchverlag nur ganz wenige Erzeugnisse überhaupt bibliographisch nachweisbar oder antiquarisch im Handel. Die auch für Österreich zuständige Deutsche Nationalbibliothek kennt den Verlag oder seine Produkte überhaupt nicht. Die Novellensammlungen könnten Buchausgaben vorheriger Abdrucke in der NFP gewesen sein, weitere Abklärungen sind erforderlich.
Bei ANNO sind derzeit (2018) die Ausgaben bis Anfang November 1919 als Scan einzusehen und auf Stichworte durchsuchbar.

## Notizen
1. ↑  Quelle beim BSB-OPAC plus
2. ↑  ZDB-ID 015136957
3. ↑  2018: drei Novellensammlungen, Anthologien, welche die Reihen-Nr. 54, 55 und 58 tragen, Jahre 1927 – 1929. Das fast völlige Verschwinden lässt vermuten, dass es kleine Auflagen gab.